# Олита, Джозеф
Джозеф Олита (англ. Joseph Olita; 1 января 1946, Кения — 1 июня 2014) — кенийский актёр. Был женат на Ануреке Чатурведи, жил в Найроби.

## Карьера
Кинокарьера для Джозефа Олиты началась в 1981 году, когда он сыграл диктатора Иди Амина в фильме Возвышение и падение Иди Амина. Впоследствии он вернулся к этой роли в фильме Миссисипская масала. Также сыграл небольшую роль полицейского в фильме Шина — королева джунглей, который вошел в список ста самых худших фильмов всех времён и народов, опубликованный в книге основателя премии «Золотая малина» Джона Уилсон.

## Фильмография
| Год  |   | Русское название               | Оригинальное название       | Роль        |
| ---- | - | ------------------------------ | --------------------------- | ----------- |
| 1981 | ф | Возвышение и падение Иди Амина | Rise and Fall of Idi Amin   | Иди Амин    |
| 1984 | ф | Шина — королева джунглей       | Sheena, Queen of the Jungle | Полицейский |
| 1991 | ф | Миссисипская масала            | Mississippi Masala          | Иди Амин    |